# Croix de Victoria pour la Nouvelle-Zélande
Pour les articles homonymes, voir Croix de Victoria (homonymie).
La croix de Victoria pour la Nouvelle-Zélande (Victoria Cross for New Zealand) est une décoration militaire des forces armées de Nouvelle-Zélande décernée pour bravoure face à l'ennemi. Elle est décernée par le gouverneur général de Nouvelle-Zélande à tout militaire quel que soit son service et son grade ou à toute personne civile sous commandement militaire, lors d'une cérémonie qui se tient à la Government House, à Wellington. Constituant la plus haute distinction pour bravoure de Nouvelle-Zélande, elle a priorité sur les autres médailles, titres et honneurs.
La croix de Victoria est à l'origine une distinction militaire britannique introduite en 1856 par la reine Victoria afin de récompenser les actes de bravoure pendant la guerre de Crimée. La version néo-zélandaise de cette décoration est créée en 1999 et est décernée pour la première et seule fois le 2 juillet 2007 au caporal Bill (Willie) Apiata pour ses actions durant la guerre d'Afghanistan en 2004. La croix de Victoria originale fut décernée à vingt-cinq reprises à vingt-quatre militaires néo-zélandais, le capitaine Charles Upham la recevant à deux reprises. Quatorze de ces distinctions le furent durant la Seconde Guerre mondiale.